# Gäddetjärnen (Vårviks socken, Dalsland)
Gäddetjärnen är en sjö i Bengtsfors kommun i Dalsland och ingår i Göta älvs huvudavrinningsområde.